# Росіневич Микола Олександрович
Микола Олександрович Росіневич (14 лютого 1893 — 10 лютого 1946) — підполковник Армії УНР.

## Життєпис
Народився у Ніжині Чернігівської губернії. Походив зі священицької родини. У 1914 р. мобілізований, закінчив Чугуївське військове училище (1915). У складі 32-го Сибірського стрілецького полку брав участь у Першій світовій війні. Восени 1917 р. переведений до 14-го Сибірського запасного полку. Останнє звання у російській армії — поручик.
Навесні 1918 р. повернувся в Україну. Закінчив Інструкторську школу старшин, служив у 27-му пішому Козелецькому полку Армії Української Держави (Чернігів). У листопаді 1918 р., після зайняття Чернігова військами Директорії, отримав наказ сформувати охоронний загін при Чернігівській міській комендатурі. На початку 1919 р. з загоном евакуювався до Проскурова, де незабаром влився до Запорізької бригади ім. С. Петлюри Дієвої армії УНР.
У лютому—травні 1919 р. — начальник оперативного відділу штабу цієї бригади. З травня 1919 р., після влиття бригади до Запорізької групи Дієвої армії УНР, начальник муштрового відділення штабу цієї групи. У грудні 1919 р. захворів на тиф.
Інтернований польською владою. З березня 1920 р. — старший ад'ютант штабу 17-ї бригади 6-ї Січової дивізії Армії УНР. У 1921—1922 рр. — начальник оперативного відділу штабу 6-ї Січової дивізії Армії УНР.
Восени 1922 р. виїхав до Чехо-Словаччини. Закінчив лісниче відділення Української господарської академії у Подєбрадах (1927). Працював секретарем філософського факультету Українського Вільного університету у Празі. Був одним із керівників Гетьманського руху у Чехо-Словаччині. З 1939 р. до березня 1944 р. — голова Союзу Гетьманців-Державників у Чехо-Словаччині.
21 травня 1945 р. заарештований відділом СМЕРШ 53-ї радянської армії та вивезений до  Києва, де переданий до МГБ. Убитий у в'язничній лікарні кримінальними злочинцями за кілька днів до суду.

## Вшанування пам'яті
23 травня 2018 року на честь Миколи Росіневича в його рідному Ніжині було встановлено меморіальну дошку, якою разом з іншими було започатковано Стіну Героїв.